# Hortense, couche-toi !
Hortense, couche-toi ! est une pièce de théâtre en un acte de Georges Courteline, avec une musique de Charles Levadé représentée pour la première fois à Paris, au Théâtre du Grand-Guignol le 15 mars 1897.